# Armand Mouyal
Armand Mouyal (* 13. Oktober 1925 in Oran, Französisch-Nordafrika; † 15. Juli 1988 in Bures-sur-Yvette) war ein französischer Degenfechter.

## Erfolge
Armand Mouyal wurde 1951 in Stockholm mit der Mannschaft Weltmeister, zudem gewann er 1957 in Paris den Titel auch im Einzel. 1953 in Brüssel, 1955 in Rom, 1961 in Turin und 1963 und Danzig wurde er im Mannschaftswettbewerb Vizeweltmeister. Darüber hinaus gewann er mit der Mannschaft 1954 in Luxemburg und 1958 in Philadelphia Bronze. Dreimal nahm er an Olympischen Spielen teil: 1952 schied er in Helsinki in der Mannschaftskonkurrenz in der Viertelfinalrunde aus, im Einzel kam er bereits über die erste Runde nicht hinaus. Bei den Olympischen Spielen 1956 in Melbourne erreichte er mit der französischen Equipe die Finalrunde, die sie hinter Italien und Ungarn und vor der britischen Mannschaft auf dem dritten Rang beendete. Gemeinsam mit Yves Dreyfus, Claude Nigon, Daniel Dagallier und René Queyroux erhielt Mouyal somit die Bronzemedaille. Im Einzel schied er in der Halbfinalrunde aus. 1960 belegte er in Rom den siebten Rang, während er mit der Mannschaft Neunter wurde.